# Elemento químico
Un elemento, en química, es un tipo de materia formada por átomos de la misma categoría. Los átomos que lo constituyen poseen un número determinado de protones en su núcleo, haciéndolo pertenecer a una categoría única clasificada por su número atómico, aún cuando este pueda desplegar distintas masas atómicas. 
Un átomo es aquella sustancia que no puede ser descompuesta mediante una reacción química, en otras más simples. Pueden existir dos átomos de un mismo elemento con características distintas y, en el caso de que estos posean número másico distinto, pertenecen al mismo elemento pero en lo que se conoce como uno de sus isótopos. También es importante diferenciar entre los «elementos químicos» de una sustancia simple. Los elementos se encuentran en la tabla periódica de los elementos.

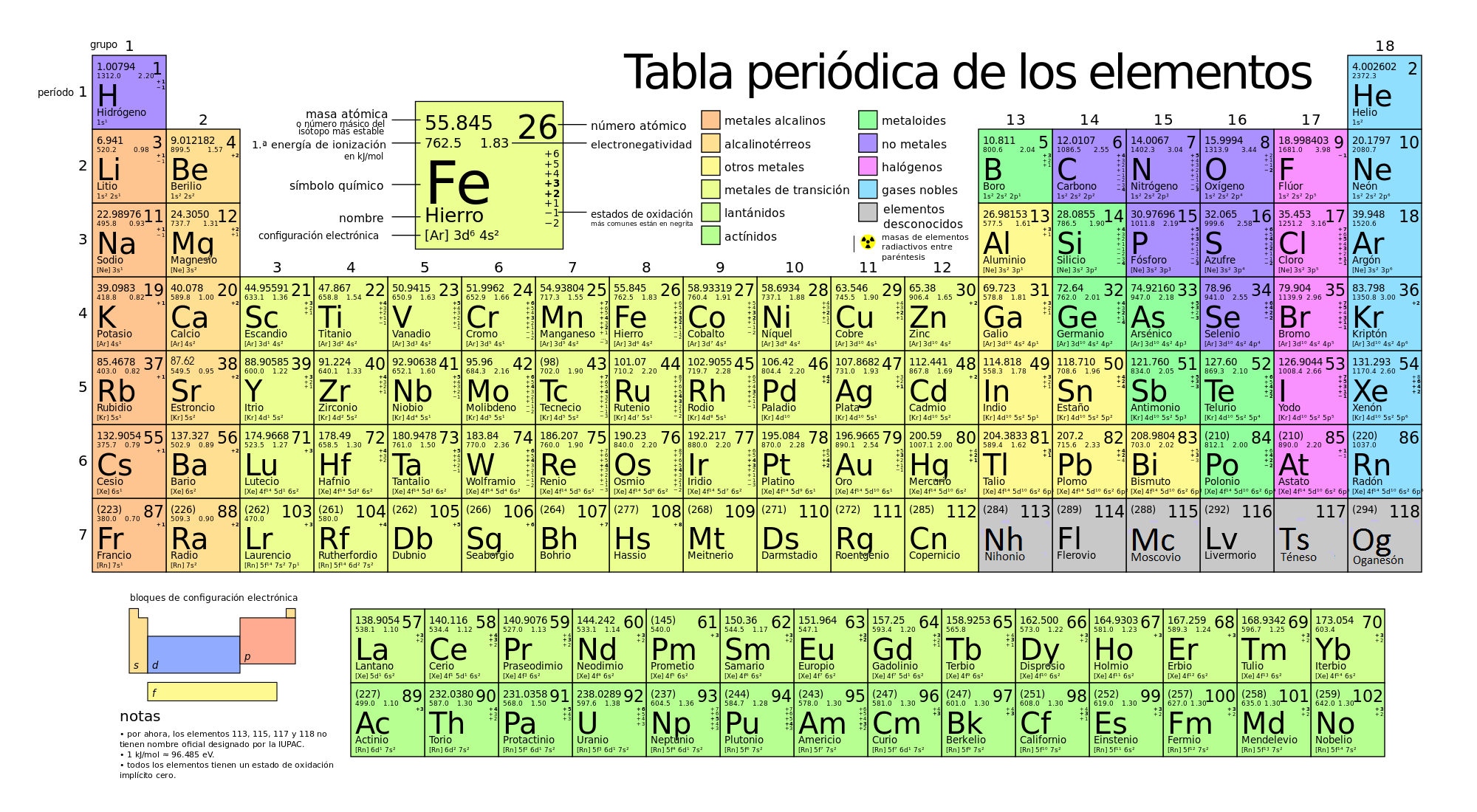
Tabla periódica de los elementos químicos.

El ozono (O3) y el dioxígeno (O2) son dos sustancias simples, cada una de ellas con propiedades diferentes. Y el elemento químico que forma estas dos sustancias simples es el oxígeno (O).
Algunos elementos se han encontrado en la naturaleza y otros obtenidos de manera artificial, formando parte de sustancias simples o de compuestos químicos. Otros han sido creados artificialmente en los aceleradores de partículas o en reactores atómicos. Estos últimos suelen ser inestables y solo existen durante milésimas de segundo. A lo largo de la historia del universo se han ido generando la variedad de elementos químicos a partir de nucleosíntesis en varios procesos, fundamentalmente debidos a estrellas.
Los nombres de los elementos químicos son nombres comunes y como tales deben escribirse sin mayúscula inicial, salvo que otra regla ortográfica lo imponga.

## Elementos de la tabla periódica
Los elementos químicos se encuentran clasificados en la tabla periódica de los elementos.
A continuación se detallan los elementos conocidos, ordenados por su número atómico.
| Número atómico | Nombre       | Símbolo | Periodo, Grupo | Peso atómico (uma) | Densidad (g/cm³) a 20°C | Punto de fusión (°C) | Punto de ebullición (°C) | Año de su descubrimiento | Persona que lo descubrió     |
| -------------- | ------------ | ------- | -------------- | ------------------ | ----------------------- | -------------------- | ------------------------ | ------------------------ | ---------------------------- |
| 1              | Hidrógeno    | H       | 1, 1           | 1.00784(7)         | 0.084 g/l               | -259.1               | -252.69                  | 1766                     | T. Von Hohenheim (Paracelso) |
| 2              | Helio        | He      | 1, 18          | 4.002602(2)        | 0.17 g/l                | -272.2               | -268.9                   | 1895                     | Ramsay y Cleve               |
| 3              | Litio        | Li      | 2, 1           | 6.941(2)           | 0.53                    | 180.5                | 1317                     | 1817                     | Arfwedson                    |
| 4              | Berilio      | Be      | 2, 2           | 9.012182(3)        | 1.85                    | 1278                 | 2970                     | 1797                     | Vauquelin                    |
| 5              | Boro         | B       | 2, 13          | 10.811(7)          | 2.46                    | 2300                 | 2550                     | 1808                     | Davy y Gay-Lussac            |
| 6              | Carbono      | C       | 2, 14          | 12.0107(8)         | 3.51                    | 3550                 | 4827                     | Prehistoria              | Desconocido                  |
| 7              | Nitrógeno    | N       | 2, 15          | 14.0067(2)         | 1.17 g/l                | -209.9               | -195.8                   | 1772                     | Rutherford                   |
| 8              | Oxígeno      | O       | 2, 16          | 15.9994(3)         | 1.33 g/l                | -218.4               | -182.9                   | 1774                     | Priestly y Scheele           |
| 9              | Flúor        | F       | 2, 17          | 18.9984032(5)      | 1.58 g/l                | -219.6               | -188.1                   | 1886                     | Moissan                      |
| 10             | Neón         | Ne      | 2, 18          | 20.1797(6)         | 0.84 g/l                | -248.7               | -246.1                   | 1898                     | Ramsay y Travers             |
| 11             | Sodio        | Na      | 3, 1           | 22.98976928(2)     | 0.97                    | 97.8                 | 892                      | 1807                     | Davy                         |
| 12             | Magnesio     | Mg      | 3, 2           | 24.3050(6)         | 1.74                    | 648.8                | 1107                     | 1755                     | Black                        |
| 13             | Aluminio     | Al      | 3, 13          | 26.9815386(8)      | 2.70                    | 660.5                | 2467                     | 1825                     | Oersted                      |
| 14             | Silicio      | Si      | 3, 14          | 28.0855(3)         | 2.33                    | 1410                 | 2355                     | 1824                     | Berzelius                    |
| 15             | Fósforo      | P       | 3, 15          | 30.973762(2)       | 1.82                    | 44 (P4)              | 280 (P4)                 | 1669                     | Brand                        |
| 16             | Azufre       | S       | 3, 16          | 32.065(5)          | 2.06                    | 113                  | 444.7                    | Prehistoria              | Desconocido                  |
| 17             | Cloro        | Cl      | 3, 17          | 35.453(2)          | 2.95 g/l                | -34.6                | -101                     | 1774                     | Scheele                      |
| 18             | Argón        | Ar      | 3, 18          | 39.948(1)          | 1.66 g/l                | -189.4               | -185.9                   | 1894                     | Ramsay y Rayleigh            |
| 19             | Potasio      | K       | 4, 1           | 39.0983(1)         | 0.86                    | 63.7                 | 774                      | 1807                     | Davy                         |
| 20             | Calcio       | Ca      | 4, 2           | 40.078(4)          | 1.54                    | 839                  | 1487                     | 1808                     | Davy                         |
| 21             | Escandio     | Sc      | 4, 3           | 44.955912(6)       | 2.99                    | 1539                 | 2832                     | 1879                     | Nilson                       |
| 22             | Titanio      | Ti      | 4, 4           | 47.867(1)          | 4.51                    | 1660                 | 3260                     | 1791                     | Gregor y Klaproth            |
| 23             | Vanadio      | V       | 4, 5           | 50.9415(1)         | 6.09                    | 1890                 | 3380                     | 1801                     | del Río                      |
| 24             | Cromo        | Cr      | 4, 6           | 51.9961(6)         | 7.14                    | 1857                 | 2482                     | 1797                     | Vauquelin                    |
| 25             | Manganeso    | Mn      | 4, 7           | 54.938045(5)       | 7.44                    | 1244                 | 2097                     | 1774                     | Gahn                         |
| 26             | Hierro       | Fe      | 4, 8           | 55.845(2)          | 7.87                    | 1535                 | 2750                     | Prehistoria              | Desconocido                  |
| 27             | Cobalto      | Co      | 4, 9           | 58.933200(9)       | 8.89                    | 1495                 | 2870                     | 1735                     | Brandt                       |
| 28             | Níquel       | Ni      | 4, 10          | 58.6934(2)         | 8.91                    | 1453                 | 2732                     | 1751                     | Cronstedt                    |
| 29             | Cobre        | Cu      | 4, 11          | 63.546(3)          | 8.92                    | 1083.5               | 2595                     | Prehistoria              | Desconocido                  |
| 30             | Zinc         | Zn      | 4, 12          | 65.409(4)          | 7.14                    | 419.6                | 907                      | Prehistoria              | Desconocido                  |
| 31             | Galio        | Ga      | 4, 13          | 69.723(1)          | 5.91                    | 29.8                 | 2403                     | 1875                     | Lecoq de Boisbaudran         |
| 32             | Germanio     | Ge      | 4, 14          | 72.64(1)           | 5.32                    | 937.4                | 2830                     | 1886                     | Winkler                      |
| 33             | Arsénico     | As      | 4, 15          | 74.92160(2)        | 5.72                    | 613                  | 613 (sublimación)        | 1250                     | Albertus Magnus              |
| 34             | Selenio      | Se      | 4, 16          | 78.96(3)           | 4.82                    | 217                  | 685                      | 1817                     | Berzelius                    |
| 35             | Bromo        | Br      | 4, 17          | 79.904(1)          | 3.14                    | -7.3                 | 58.8                     | 1826                     | Balard                       |
| 36             | Kriptón      | Kr      | 4, 18          | 83.798(2)          | 3.48 g/l                | -156.6               | -152.3                   | 1898                     | Ramsay y Travers             |
| 37             | Rubidio      | Rb      | 5, 1           | 85.4678(3)         | 1.53                    | 39                   | 688                      | 1861                     | Bunsen y Kirchhoff           |
| 38             | Estroncio    | Sr      | 5, 2           | 87.62(1)           | 2.63                    | 769                  | 1384                     | 1790                     | Crawford                     |
| 39             | Itrio        | Y       | 5, 3           | 88.90585(2)        | 4.47                    | 1523                 | 3337                     | 1794                     | Gadolin                      |
| 40             | Zirconio     | Zr      | 5, 4           | 91.224(2)          | 6.51                    | 1852                 | 4377                     | 1789                     | Klaproth                     |
| 41             | Niobio       | Nb      | 5, 5           | 92.906 38(2)       | 8.58                    | 2468                 | 4927                     | 1801                     | Hatchett                     |
| 42             | Molibdeno    | Mo      | 5, 6           | 95.94(2)           | 10.28                   | 2617                 | 5560                     | 1778                     | Scheele                      |
| 43             | Tecnecio     | Tc      | 5, 7           | [98.9063]          | 11.49                   | 2172                 | 5030                     | 1937                     | Perrier y Segrè              |
| 44             | Rutenio      | Ru      | 5, 8           | 101.07(2)          | 12.45                   | 2310                 | 3900                     | 1844                     | Klaus                        |
| 45             | Rodio        | Rh      | 5, 9           | 102.90550(2)       | 12.41                   | 1966                 | 3727                     | 1803                     | Wollaston                    |
| 46             | Paladio      | Pd      | 5, 10          | 106.42(1)          | 12.02                   | 1552                 | 3140                     | 1803                     | Wollaston                    |
| 47             | Plata        | Ag      | 5, 11          | 107.8682(2)        | 10.49                   | 961.9                | 2212                     | Prehistoria              | Desconocido                  |
| 48             | Cadmio       | Cd      | 5, 12          | 112.411(8)         | 8.64                    | 321                  | 765                      | 1817                     | Strohmeyer y Hermann         |
| 49             | Indio        | In      | 5, 13          | 114.818(3)         | 7.31                    | 156.2                | 2080                     | 1863                     | Reich y Richter              |
| 50             | Estaño       | Sn      | 5, 14          | 118.710(7)         | 7.29                    | 232                  | 2270                     | Prehistoria              | Desconocido                  |
| 51             | Antimonio    | Sb      | 5, 15          | 121.760(1)         | 6.69                    | 630.7                | 1750                     | Prehistoria              | Desconocido                  |
| 52             | Teluro       | Te      | 5, 16          | 127.60(3)          | 6.25                    | 449.6                | 990                      | 1782                     | von Reichenstein             |
| 53             | Yodo         | I       | 5, 17          | 126.90447(3)       | 4.94                    | 113.5                | 184.4                    | 1811                     | Courtois                     |
| 54             | Xenón        | Xe      | 5, 18          | 131.293(6)         | 4.49 g/l                | -111.9               | -107                     | 1898                     | Ramsay y Travers             |
| 55             | Cesio        | Cs      | 6, 1           | 132.9054519(2)     | 1.90                    | 28.4                 | 690                      | 1860                     | Kirchhoff y Bunsen           |
| 56             | Bario        | Ba      | 6, 2           | 137.327(7)         | 3.65                    | 725                  | 1640                     | 1808                     | Davy                         |
| 57             | Lantano      | La      | 6              | 138.90547(7)       | 6.16                    | 920                  | 3454                     | 1839                     | Mosander                     |
| 58             | Cerio        | Ce      | 6              | 140.116(1)         | 6.77                    | 798                  | 3257                     | 1803                     | W. Hisinger y Berzelius      |
| 59             | Praseodimio  | Pr      | 6              | 140.90765(2)       | 6.48                    | 931                  | 3212                     | 1895                     | von Welsbach                 |
| 60             | Neodimio     | Nd      | 6              | 144.242(3)         | 7.00                    | 1010                 | 3127                     | 1895                     | von Welsbach                 |
| 61             | Prometio     | Pm      | 6              | [146.9151]         | 7.22                    | 1080                 | 2730                     | 1945                     | Marinsky y Glendenin         |
| 62             | Samario      | Sm      | 6              | 150.36(2)          | 7.54                    | 1072                 | 1778                     | 1879                     | Lecoq de Boisbaudran         |
| 63             | Europio      | Eu      | 6              | 151.964(1)         | 5.25                    | 822                  | 1597                     | 1901                     | Demarçay                     |
| 64             | Gadolinio    | Gd      | 6              | 157.25(3)          | 7.89                    | 1311                 | 3233                     | 1880                     | de Marignac                  |
| 65             | Terbio       | Tb      | 6              | 158.92535(2)       | 8.25                    | 1360                 | 3041                     | 1843                     | Mosander                     |
| 66             | Disprosio    | Dy      | 6              | 162.500(1)         | 8.56                    | 1409                 | 2335                     | 1886                     | Lecoq de Boisbaudran         |
| 67             | Holmio       | Ho      | 6              | 164.93032(2)       | 8.78                    | 1470                 | 2720                     | 1878                     | Soret                        |
| 68             | Erbio        | Er      | 6              | 167.259(3)         | 9.05                    | 1522                 | 2510                     | 1842                     | Mosander                     |
| 69             | Tulio        | Tm      | 6              | 168.93421(2)       | 9.32                    | 1545                 | 1727                     | 1879                     | Cleve                        |
| 70             | Iterbio      | Yb      | 6              | 173.04(3)          | 6.97                    | 824                  | 1193                     | 1878                     | de Marignac                  |
| 71             | Lutecio      | Lu      | 6, 3           | 174.967(1)         | 9.84                    | 1656                 | 3315                     | 1907                     | Urbain                       |
| 72             | Hafnio       | Hf      | 6, 4           | 178.49(2)          | 13.31                   | 2150                 | 5400                     | 1923                     | Coster y de Hevesy           |
| 73             | Tantalio     | Ta      | 6, 5           | 180.9479(1)        | 16.68                   | 2996                 | 5425                     | 1802                     | Ekeberg                      |
| 74             | Wolframio    | W       | 6, 6           | 183.84(1)          | 19.26                   | 3407                 | 5927                     | 1783                     | Elhuyar                      |
| 75             | Renio        | Re      | 6, 7           | 186.207(1)         | 21.03                   | 3180                 | 5627                     | 1925                     | Noddack, Tacke y Berg        |
| 76             | Osmio        | Os      | 6, 8           | 190.23(3)          | 22.61                   | 3045                 | 5027                     | 1803                     | Tennant                      |
| 77             | Iridio       | Ir      | 6, 9           | 192.217(3)         | 22.56                   | 2410                 | 4130                     | 1803                     | Tennant                      |
| 78             | Platino      | Pt      | 6, 10          | 195.084(9)         | 21.45                   | 1772                 | 3827                     | 1735                     | de Ulloa                     |
| 79             | Oro          | Au      | 6, 11          | 196.966569(4)      | 19.32                   | 1064.4               | 2940                     | Prehistoria              | Desconocido                  |
| 80             | Mercurio     | Hg      | 6, 12          | 200.59(2)          | 13.55                   | -38.9                | 356.6                    | Prehistoria              | Desconocido                  |
| 81             | Talio        | Tl      | 6, 13          | 204.3833(2)        | 11.85                   | 303.6                | 1457                     | 1861                     | Crookes                      |
| 82             | Plomo        | Pb      | 6, 14          | 207.2(1)           | 11.34                   | 327.5                | 1740                     | Prehistoria              | Desconocido                  |
| 83             | Bismuto      | Bi      | 6, 15          | 208.98040(1)       | 9.80                    | 271.4                | 1560                     | 1753                     | Geoffroy                     |
| 84             | Polonio      | Po      | 6, 16          | [208.9824]         | 9.20                    | 254                  | 962                      | 1898                     | Marie y Pierre Curie         |
| 85             | Astato       | At      | 6, 17          | [209.9871]         |                         | 302                  | 337                      | 1940                     | Corson y MacKenzie           |
| 86             | Radón        | Rn      | 6, 18          | [222.0176]         | 9.23 g/l                | -71                  | -61.8                    | 1900                     | Dorn                         |
| 87             | Francio      | Fr      | 7, 1           | [223.0197]         |                         | 27                   | 677                      | 1939                     | Perey                        |
| 88             | Radio        | Ra      | 7, 2           | [226.0254]         | 5.50                    | 700                  | 1140                     | 1898                     | Marie y Pierre Curie         |
| 89             | Actinio      | Ac      | 7              | [227.0278]         | 10.07                   | 1047                 | 3197                     | 1899                     | Debierne                     |
| 90             | Torio        | Th      | 7              | 232.03806(2)       | 11.72                   | 1750                 | 4787                     | 1829                     | Berzelius                    |
| 91             | Protactinio  | Pa      | 7              | 231.03588(2)       | 15.37                   | 1554                 | 4030                     | 1917                     | Hahn y Meitner               |
| 92             | Uranio       | U       | 7              | 238.02891(3)       | 18.97                   | 1132.4               | 3818                     | 1789                     | Klaproth                     |
| 93             | Neptunio     | Np      | 7              | [237.0482]         | 20.48                   | 640                  | 3902                     | 1940                     | McMillan y Abelson           |
| 94             | Plutonio     | Pu      | 7              | [244.0642]         | 19.81                   | 641                  | 3327                     | 1940                     | Seaborg                      |
| 95             | Americio     | Am      | 7              | [243.0614]         | 13.67                   | 1176                 | 2607                     | 1944                     | Seaborg                      |
| 96             | Curio        | Cm      | 7              | [247.0703]         | 13.51                   | 1340                 | 3110                     | 1944                     | Seaborg                      |
| 97             | Berkelio     | Bk      | 7              | [247.0703]         | 14.79                   | 1050                 | 2627                     | 1949                     | Seaborg                      |
| 98             | Californio   | Cf      | 7              | [251.0796]         | 15.1                    | 900                  |                          | 1950                     | Seaborg                      |
| 99             | Einstenio    | Es      | 7              | [252.0829]         |                         | 860                  |                          | 1952                     | Seaborg                      |
| 100            | Fermio       | Fm      | 7              | [257.0951]         |                         |                      |                          | 1952                     | Seaborg                      |
| 101            | Mendelevio   | Md      | 7              | [258.0986]         |                         |                      |                          | 1955                     | Seaborg                      |
| 102            | Nobelio      | No      | 7              | [259.1009]         |                         |                      |                          | 1958                     | Seaborg                      |
| 103            | Laurencio    | Lr      | 7, 3           | [260.1053]         |                         |                      |                          | 1961                     | Ghiorso                      |
| 104            | Rutherfordio | Rf      | 7, 4           | [261.1087]         |                         |                      |                          | 1964/69                  | Flerov                       |
| 105            | Dubnio       | Db      | 7, 5           | [262.1138]         |                         |                      |                          | 1967/70                  | Flerov                       |
| 106            | Seaborgio    | Sg      | 7, 6           | [263.1182]         |                         |                      |                          | 1974                     | Flerov                       |
| 107            | Bohrio       | Bh      | 7, 7           | [262.1229]         |                         |                      |                          | 1976                     | Oganessian                   |
| 108            | Hassio       | Hs      | 7, 8           | [265]              |                         |                      |                          | 1984                     | GSI (*)                      |
| 109            | Meitnerio    | Mt      | 7, 9           | [266]              |                         |                      |                          | 1982                     | GSI                          |
| 110            | Darmstatio   | Ds      | 7, 10          | [269]              |                         |                      |                          | 1994                     | GSI                          |
| 111            | Roentgenio   | Rg      | 7, 11          | [272]              |                         |                      |                          | 1994                     | GSI                          |
| 112            | Copernicio   | Cn      | 7, 12          | [285]              |                         |                      |                          | 1996                     | GSI                          |
| 113            | Nihonio      | Nh      | 7, 13          | [284]              |                         |                      |                          | 2004                     | JINR (*), LLNL (*)           |
| 114            | Flerovio     | Fl      | 7, 14          | [289]              |                         |                      |                          | 1999                     | JINR                         |
| 115            | Moscovio     | Mc      | 7, 15          | [288]              |                         |                      |                          | 2004                     | JINR, LLNL                   |
| 116            | Livermorio   | Lv      | 7, 16          | [290]              |                         |                      |                          | 2006                     | JINR, LLNL(**)               |
| 117            | Teneso       | Ts      | 7, 17          | [ 7 ]              |                         |                      |                          | 2009-2010                | JINR                         |
| 118            | Oganesón     | Og      | 7, 18          | [294]              |                         |                      |                          | 2006                     | JINR, LLNL(**)               |

### Elemento 118
El descubrimiento del elemento 118 por un equipo del Lawrence Berkeley National Laboratory entre los años 2009 y 2010 fue más tarde revocado porque no fue posible repetir tal experimento. Sin embargo científicos rusos en el año 2006 publicaron su síntesis y este resultado no ha sido cuestionado por otros científicos.

## Procedencia de sus nombres
La denominación de los elementos procede de sus nombres en griego, latín, inglés o llevan el nombre de su descubridor o ciudad en que se descubrieron.
- Hidrógeno (H)1: del griego ‘engendrador de agua’.
- Helio (He)2: de la atmósfera del Sol (el dios griego Helios). Se descubrió por primera vez en el espectro de la corona solar durante un eclipse en 1868, aunque la mayoría de los científicos no lo aceptaron hasta que se aisló en la Tierra.
- Litio (Li)3: del griego lithos, roca de color rojo muy intenso a la flama.
- Berilio (Be)4 de berilo, mineral que contiene berilio.
- Boro (B)5: del árabe buraq.
- Carbono (C)6: carbón.
- Nitrógeno (N)7: en griego nitrum, ‘engendrador de nitratos’
- Oxígeno (O): en griego ‘engendrador de ácidos’ (oxys).
- Flúor (F): del latín fluere.
- Neón (Ne): nuevo (del griego neos).
- Sodio (Na): Del latín sodanum (sosa). El símbolo Na viene del latín nátrium (nitrato de sodio) color amarillo a la flama.
- Magnesio (Mg): de Magnesia, comarca de Tesalia (Grecia).
- Aluminio (Al): del latín alumen.
- Silicio (Si): del latín sílex, sílice.
- Fósforo (P) del griego phosphoros, ‘portador de luz’ (el fósforo emite luz en la oscuridad porque arde al combinarse lentamente con el oxígeno del aire).
- Azufre (S) del latín sulphurium.
- Cloro (Cl) del griego chloros (amarillo verdoso).
- Argón (Ar) del griego argos, ‘inactivo’ (debido a que los gases nobles son poco reactivos).
- Potasio (K): del inglés pot ashes (‘cenizas’), ya que las cenizas de algunas plantas son ricas en potasio. El símbolo K proviene del griego kalium.
- Calcio (Ca) del griego calx, ‘caliza’.
- Escandio (Sc) de Scandia (Escandinavia).
- Titanio (Ti): de los Titanes, los primeros hijos de la Tierra según la mitología griega.
- Vanadio (V): de diosa escandinava Vanadis.
- Cromo (Cr): del griego chroma, ‘color’.
- Manganeso (Mn): de magnes, magnético.
- Hierro (Fe): del latín ferrum.
- Cobalto (Co): según una versión, proviene del griego kobalos, ‘mina’.
- Níquel (Ni): proviene del término sueco koppar nickel y del alemán kupfer nickel, ‘cobre del demonio Nick’ o cobre falso (metal que aparece en las minas de cobre, pero no es cobre).
- Cobre (Cu): de cuprum, nombre de la isla de Chipre.
- Zinc (Zn): del alemán zink, que significa origen oscuro.
- Galio (Ga): de Gallia (nombre romano de Francia).
- Germanio (Ge): de Germania (nombre romano de Alemania).
- Arsénico (As): arsenikon, oropimente (auripigmentum) amarillo.
- Selenio (Se):de Selene (nombre griego de la Luna).
- Bromo (Br): del griego bromos, ‘hedor’.
- Kriptón (Kr): del griego kryptos, ‘oculto, secreto’.
- Rubidio (Rb): del latín rubidius, rojo muy intenso (a la llama).
- Estroncio (Sr): de Strontian, ciudad de Escocia.
- Itrio (Y): de Ytterby, pueblo de Suecia.
- Circonio o Zirconio (Zr): del árabe zargun, ‘color dorado’.
- Niobio (Nb): de Níobe (hija de Tántalo).
- Molibdeno (Mo): de molybdos, ‘plomo’. (Al parecer, los primeros químicos lo confundieron con mena de plomo).
- Tecnecio (Tc): del griego technetos, ‘artificial’, porque fue uno de los primeros sintetizados.
- Rutenio (Ru): del latín Ruthenia (nombre romano de Rusia).
- Rodio (Rh): del griego rhodon, color rosado.
- Paladio (Pd): de la diosa griega de la sabiduría, Palas Atenea.
- Plata (Ag): del latín argéntum.
- Cadmio (Cd): del latín cadmia, nombre antiguo del carbonato de zinc. (Probablemente porque casi todo el cadmio industrial se obtiene como subproducto en el refinado de los minerales de zinc).
- Indio (In): debido al color índigo (añil) que se observa en su espectro.
- Estaño (Sn): del latín stannum.
- Teluro (Te): de tel-lus, ‘tierra’.
- Antimonio (Sb): del latín antimonium. El símbolo Sb, del latín stibium.
- Yodo (I): del griego iodes, violeta.
- Xenón (Xe): del griego xenon (ξένος), ‘extranjero, extraño, raro’.
- Cesio (Cs): del latín caesius, color azul celeste.
- Bario (Ba): del griego barys, ‘pesado’.
- Lantano (La): del griego lanthanein, ‘yacer oculto’.
- Cerio (Ce): por el asteroide Ceres, descubierto dos años antes. El cerio metálico se encuentra principalmente en una aleación de hierro que se utiliza en las piedras de los encendedores.
- Praseodimio (Pr): de prasios, ‘verde’, y dídymos, ‘gemelo’.
- Neodimio (Nd): de neos-dýdimos, ‘nuevo gemelo (del lantano)’.
- Prometio (Pm): del dios griego Prometeo.
- Samario (Sm): del mineral samarskita.
- Europio (Eu): de Europa.
- Gadolinio (Gd): del mineral gadolinita, del químico finlandés Gadolin.
- Terbio (Tb): de Ytterby, pueblo de Suecia.
- Disprosio (Dy): del griego dysprositos, de difícil acceso.
- Holmio (Ho): del latín Holmia (nombre romano de Estocolmo).
- Erbio (Er): de Ytterby, pueblo de Suecia.
- Tulio (Tm): de Thule, nombre.
- Iterbio (Yb): de Ytterby, pueblo de Suecia.
- Lutecio (Lu): de Lutecia, antiguo nombre de París.
- Hafnio (Hf): de Hafnia, nombre latín de Copenhague.
- Tantalio (Ta): de Tántalo, un personaje de la mitología griega.
- Wolframio (W): del inglés wolfrahm; o Tungsteno, del sueco tung sten, ‘piedra pesada’.
- Renio (Re): del latín Rhenus (nombre romano del río Rin).
- Osmio (Os): del griego osme, olor (debido al fuerte olor del OsO4).
- Iridio (Ir): de arco iris.
- Platino (Pt): por su similitud a la plata (cuando en 1748 Antonio de Ulloa lo encontró en una expedición lo llamó "platina").
- Oro (Au): de aurum, aurora resplandeciente
- Mercurio (Hg): su nombre se debe al planeta del mismo nombre, pero su abreviatura es Hg porque Dioscórides lo llamaba «plata acuática» (en griego hydrárgyros, hydra: ‘agua’, gyros: ‘plata’).
- Talio (Tl): del griego thallos, tallo, vástago o retoño verde.
- Plomo (Pb): del latín plumbum.
- Bismuto (Bi): del alemán weisse masse, masa blanca.
- Polonio (Po): de Polonia, en honor al país de origen de Marie Curie, codescubridora del elemento, junto con su marido Pierre.
- Astato (At): del griego astatos, inestable.
- Radón (Rn): del inglés radium emanation (‘emanación radiactiva’).
- Francio (Fr): de Francia.
- Radio (Ra): del latín radius, ‘rayo’.
- Actinio (Ac): del griego aktinos, ‘destello o rayo’.
- Torio (Th): de Thor, dios de la guerra escandinavo.
- Protactinio (Pa): del griego protos (primer) y actinium.
- Uranio (U): del planeta Urano.
- Neptunio (Np): del planeta Neptuno.
- Plutonio (Pu): del planetoide Plutón.
- Americio (Am): de América.
- Curio (Cm): en honor de Pierre y Marie Curie.
- Berkelio (Bk): de Berkeley, donde se encuentra una importante universidad californiana.
- Californio (Cf): del estado estadounidense de California.
- Einstenio (Es): en honor de Albert Einstein.
- Fermio (Fm): en honor de Enrico Fermi.
- Mendelevio (Md): en honor al químico ruso Dmitri Ivánovich Mendeléiev, precursor de la actual tabla periódica.
- Nobelio (No): en honor de Alfred Nobel.
- Lawrencio (Lr): en honor de E. O. Lawrence.
- Rutherfordio (Rf):en honor a Ernest Rutherford, científico colaborador del modelo atómico y física nuclear.
- Dubnio (Db): en honor al Joint Institute for Nuclear Research, un centro de investigación ruso localizado en Dubna.
- Seaborgio (Sg): en honor a Glenn T. Seaborg.
- Bohrio (Bh): en honor a Niels Bohr.
- Hassio (Hs): se debe al estado alemán de Hesse en el que se encuentra el grupo de investigación alemán Gesellschaft für Schwerionenforschung (GSI).
- Meitnerio (Mt): en honor a Lise Meitner, matemática y física de origen austríaco y sueco.
- Darmstatio (Ds): en honor al lugar donde fue descubierto, Darmstadt, en donde se localiza el GSI.
- Roentgenio (Rg): en honor a Wilhelm Conrad Roentgen, descubridor de los rayos X.
- Copernicio (Cn): en honor a Nicolás Copérnico, astrónomo polaco formulador de la teoría heliocéntrica.
- Flerovio (Fl): en honor a Georgi Flerov, físico nuclear soviético
- Livermorio (Lv): en honor al Lawrence Livermore National Laboratory
- Nihonio (Nh): Elemento 113, ha sido descubierto en Japón.(Nihon)
- Moscovio (Mc): Elemento 115, ha sido descubierto en Moscú, (Rusia).
- Teneso (Ts): Elemento 117, ha sido descubierto en Tennessee, (EE. UU.).
- Oganesón (Og): en honor al físico ruso Yuri Oganessian.

## Relación entre elementos y tabla periódica
La relación que tienen los elementos con la tabla periódica es que la tabla periódica contiene los elementos químicos en una forma ordenada de acuerdo a su número atómico, estableciendo más de 118 elementos conocidos. Algunos se han encontrado en la naturaleza, formando parte de sustancias simples o compuestos químicos. Otros se han creado artificialmente en los aceleradores de partículas o en reactores atómicos; estos últimos son inestables y solo existen durante milésimas de segundo.

### Conceptos básicos
- Elementos: sustancia que no puede ser descompuesta, mediante una reacción química, en otras más simples.
- Tabla periódica de los elementos: Es la organización que, atendiendo a diversos criterios, distribuye los distintos elementos químicos conforme a ciertas características.

## Descubrimiento de los elementos
Clave de colores:

     Antes del 1500 (13 elementos): Antigüedad y Edad Media.
     1500-1800 (+21 elementos): casi todos en el Siglo de las Luces.
     1800-1849 (+24 elementos): revolución científica y revolución industrial.
     1850-1899 (+26 elementos): gracias a la espectroscopia.
     1900-1949 (+13 elementos): gracias a la teoría cuántica antigua y la mecánica cuántica.
     1950-2000 (+17 elementos): elementos "postnucleares" (del nº at. 98 en adelante) por técnicas de bombardeo.
     2001-presente (+4 elementos): por fusión nuclear.

### Metales, no metales y metaloides
La primera clasificación de elementos conocida fue propuesta por Antoine Lavoisier, quien propuso que los elementos se clasificaran en metales, no metales y metaloides. Aunque muy práctico y todavía funcional en la tabla periódica moderna, fue rechazada debido a que había muchas diferencias en las propiedades físicas como químicas.

### Metales
La mayor parte de los elementos metálicos exhibe el lustre brillante que asociamos a los metales. Los metales conducen el calor y la electricidad, son maleables (se pueden golpear para formar láminas delgadas) y dúctiles (se pueden estirar para formar alambres). Todos son sólidos a temperatura ambiente con excepción del mercurio (punto de fusión =–39 °C), que es un líquido. Dos metales se funden ligeramente por encima de la temperatura ambiente: el cesio a 28.4 °C y el galio a 29.8 °C. En el otro extremo, muchos metales se funden a temperaturas muy altas. Por ejemplo, el cromo se funde a 1900 °C.
Los metales tienden a tener energías de ionización bajas y por tanto se oxidan (pierden electrones) cuando sufren reacciones químicas. Los metales comunes tienen una relativa facilidad de oxidación. Muchos metales se oxidan con diversas sustancias comunes, incluidos O2 y los ácidos.
Se utilizan con fines estructurales, fabricación de recipientes, conducción del calor y la electricidad. Muchos de los iones metálicos cumplen funciones biológicas importantes: hierro, calcio, magnesio, sodio, potasio, cobre, manganeso, zinc, cobalto, molibdeno, cromo, estaño y vanadio.
Hay muchos metales como:
Hierro (Fe). Llamado también fierro, es uno de los metales más abundantes de la corteza terrestre, que compone el corazón mismo del planeta, en donde se halla en estado líquido. Su propiedad más llamativa, aparte de su dureza y fragilidad, es su gran capacidad ferromagnética. A través de alearlo con carbono es posible obtener el acero.
Magnesio (Mg). Tercer elemento más abundante de la tierra, tanto en su corteza como disuelto en los mares, jamás se presenta en la naturaleza en estado puro, sino como iones en sales. Es indispensable para la vida, aprovechable para aleaciones y altamente inflamable.
Oro (Au). Un metal precioso de color amarillo, blando, brillante, que no reacciona con la mayoría de las sustancias químicas excepto con el cianuro, el mercurio, el cloro y la lejía. A lo largo de la historia jugó un papel vital en la cultura económica humana, como símbolo de la riqueza y respaldo de las monedas.
Plata (Ag). Otro de los metales preciosos, es blanco, brillante, dúctil y maleable, se halla en la naturaleza como parte de diversos minerales o como pencas puras del elemento, ya que es muy común en la corteza terrestre. Es el mejor conductor de calor y electricidad que se conoce.
Aluminio (Al). Metal muy ligero, no ferromagnético, el tercero más abundante de la corteza terrestre. Es muy valorado en los oficios industriales y siderúrgicos, ya que a través de aleaciones puede obtenerse variantes de mayor resistencia pero que conserven su versatilidad. Posee una baja densidad y muy buena resistencia a la corrosión.
Níquel (Ni). Metal blanco muy dúctil y muy maleable, buen conductor de electricidad y calor, además de ser ferromagnético. Es uno de los metales densos, junto con el iridio, osmio y el hierro. Es vital para la vida, pues forma parte de numerosas enzimas y proteínas.
Zinc (Zn). Se trata de un metal de transición parecido al cadmio y al magnesio, empleado a menudo en procesos de galvanización, es decir, recubrimiento protector de otros metales. Es muy resistente a la deformación plástica en frío, por lo que se le trabaja por encima de los 100 °C.
Plomo (Pb). Es un metal muy denso y gran barrera de la radiación, pues incluso puede llegar a bloquear la ionizante. Es un elemento muy particular, dada su flexibilidad molecular única, facilidad de fundición y resistencia relativa a ácidos fuertes como el sulfúrico o el clorhídrico.
Estaño (Sn). Metal pesado y de fácil oxidación, empleado en muchas aleaciones para brindar resistencia a la corrosión. Cuando se lo dobla, produce un sonido muy característico que se ha bautizado como el «grito del estaño».
Sodio (Na). El sodio es un metal alcalino blando, plateado, presente en la sal marina y en el mineral llamado halita. Es sumamente reactivo, oxidable y posee una reacción exotérmica violenta cuando se lo mezcla con agua. Es uno de los componentes vitales de los organismos vivos conocidos.

### No metales
Los no metales varían mucho en su apariencia, no son lustrosos y por lo general son malos conductores del calor y la electricidad. Sus puntos de fusión son más bajos que los de los metales (aunque el diamante, una forma de carbono, se funde a 3550 °C en condiciones normales de presión y temperatura). Varios no metales existen en condiciones ordinarias como moléculas diatómicas. En esta lista están incluidos cinco gases (H2, N2, O2, F2 y Cl2), un líquido (Br2) y un sólido volátil (I2). El resto de los no metales son sólidos que pueden ser duros como el diamante o blandos como el azufre. Al contrario de los metales, son muy frágiles y no pueden estirarse en hilos ni en láminas. Se encuentran en los tres estados de la materia a temperatura ambiente: son gases (como el oxígeno), líquidos (bromo) y sólidos (como el carbono). No tienen brillo metálico y no reflejan la luz. Muchos no metales son muy abundantes en los seres vivos: carbono, hidrógeno, oxígeno, nitrógeno, fósforo, azufre y cloro en cantidades importantes. Otros son oligoelementos: flúor, bromo, yodo y selenio.

### Comparación de metales y no metales
Metales
- Tienen un lustre brillante; diversos colores, pero casi todos son plateados.
- Los sólidos son maleables y dúctiles.
- Buenos conductores del calor y la electricidad.
- Casi todos los óxidos metálicos son sólidos iónicos básicos.
- Tienden a formar cationes en solución acuosa.
- Las capas externas contienen pocos electrones habitualmente tres o menos.
- Es preciso advertir que estos caracteres aunque muy generales tienen algunas excepciones como, por ejemplo, el manganeso que siendo metal forma ácidos.

No metales
- No tienen lustre; diversos colores.
- Los sólidos suelen ser quebradizos; algunos duros y otros blandos.
- Son malos conductores del calor y la electricidad.
- La mayor parte de los óxidos no metálicos son sustancias moleculares que forman soluciones ácidas.
- Tienden a formar aniones u oxianiones en solución acuosa.
- Las capas externas contienen cuatro o más electrones*. Excepto hidrógeno y helio se acercan más a los metaloides.

### Localización en la tabla periódica
Metales
Corresponde a los elementos situados a la izquierda y centro de la Tabla Periódica (Grupos 1 (excepto hidrógeno) al 12, y en los siguientes se sigue una línea quebrada que, aproximadamente, pasa por encima de Aluminio (Grupo 13), Germanio (Grupo 14), Antimonio (Grupo 15) y Polonio (Grupo 16) de forma que al descender aumenta en estos grupos el carácter metálico).
No Metales
Corresponde a los elementos situados a la derecha de la línea quebrada en la Tabla Periódica descrito justo antes.

## Elementos y número atómico
Un elemento químico es cada una de las formas fundamentales de la materia, es decir es una sustancia pura (o especie química definida). Se presenta siempre como átomos de un mismo y único tipo, y que por lo tanto no pueden ser descompuestas en sustancias más simples todavía, formada por átomos que tienen el mismo número atómico, es decir, el mismo número de protones; lo que se distinguen de los demás en su naturaleza y sus propiedades fundamentales. Por ejemplo: el elemento oro tiene unas propiedades que son diferentes a las del elemento hierro o el elemento oxígeno. Los elementos químicos se expresan usualmente mediante símbolos distintos para cada uno.

## Símbolo químico
Los símbolos químicos son abreviaciones o signos que se utilizan para identificar los elementos y compuestos químicos. Algunos elementos de uso frecuente y sus símbolos son: C; carbono, O; oxígeno, N; Nitrógeno, H; hidrógeno, Cl; cloro, S; azufre, Mg; magnesio, Al; aluminio, Cu; cobre, Ar; argón, Au; oro, Fe; hierro, Ag; plata, Pt; platino. Fueron propuestos en 1814 por Jöns Jacob Berzelius en reemplazo de los símbolos alquímicos y los utilizados por John Dalton en 1808 para explicar su teoría atómica.
La mayoría de los símbolos químicos se derivan de las letras del nombre del elemento, principalmente en latín, pero a veces en inglés, alemán, francés o ruso. La primera letra del símbolo se escribe con mayúscula, y la segunda (si la hay) con minúscula. Los símbolos de algunos elementos conocidos desde la antigüedad, proceden normalmente de sus nombres en latín. Por ejemplo, Cu de cuprum (cobre), Ag de argentum (plata), Au de aurum (oro) y Fe de ferrum (hierro). Este conjunto de símbolos que denomina a los elementos químicos es universal. Los símbolos de los elementos pueden ser utilizados como abreviaciones para nombrar al elemento, pero también se utilizan en fórmulas y ecuaciones para indicar una cantidad relativa fija del mismo. El símbolo suele representar un átomo del elemento en una molécula u otra especie química. Sin embargo, los átomos tienen unas masas fijas, denominadas masas atómicas relativas, por lo que también representa un mol.